# Cesate
Cesate ist eine Gemeinde mit 14.300 Einwohnern (Stand 31. Dezember 2023) in der Metropolitanstadt Mailand, Region Lombardei.
Die Nachbarorte von Cesate sind Limbiate, Solaro, Caronno Pertusella (VA), Senago und Garbagnate Milanese.

## Demografie
Cesate zählt 5.106 Privathaushalte. Zwischen 1991 und 2001 stieg die Einwohnerzahl von 10.831 auf 12.317. Dies entspricht einem prozentualen Zuwachs von 13,7 %.